# Anomoctena
Anomoctena là một chi bướm đêm thuộc họ Geometridae.